# Nadinetella brincki
Nadinetella brincki is een haft uit de familie Teloganodidae. De wetenschappelijke naam van de soort is voor het eerst geldig gepubliceerd in 1970 door Demoulin.
De soort komt voor in het Afrotropisch gebied.